# برقعی
برقعی می‌تواند به موارد زیر اشاره کند:
- سید ابوالفضل برقعی
- سید رضا برقعی مدرس
- فخرالسادات برقعی